# Hermann Detzner
Hermann Philipp Detzner, född 16 oktober 1882 i Speier, död 11 december 1970 i Heidelberg, var en tysk forskningsresande.
Detzner var kolonialtjänsteman och efter 1920 arkivråd i bayerska riksarkivet. Han företog ett antal forskningsresor i Kamerun (1907–1913) och Nya Guinea (1913–1914).